# Stefka Kostadinova
Stefka Kostadinova (em búlgaro:  Стефка Костадинова; Plovdiv, 25 de março de 1965) é uma ex-atleta búlgara, ex-recordista mundial e campeã mundial e olímpica do salto em altura. Por mais de uma década foi um dos grandes nomes desta prova e seu recorde mundial – 2,09 m – conquistado em 1987, demorou 37 anos para ser superado.
Estabeleceu o recorde mundial feminino pela primeira vez em 1986, com a marca de 2,08 m, em Sofia, Bulgária. Em 30 de agosto de 1987, no Campeonato Mundial de Atletismo em Roma, quebrou seu próprio recorde saltando 2,09 m, marca que se tornou uma das mais longevas do atletismo. Ela foi quebrada apenas em 2024 pela ucraniana Yaroslava Mahuchikh, que saltou 2,10 m no Meeting de Paris, na França.  Também foi recordista do salto em altura indoor entre 1988 e 1992, com a marca de 2,06 m.
Kostadinova foi campeã olímpica em Atlanta 1996 – com um recorde olímpico de 2,05 m  – e medalha de prata em Seul 1988, sua estreia em Jogos Olímpicos. Além das conquistas olímpicas e recordes mundiais, foi duas vezes campeã mundial – em Roma 1987 e Gotemburgo 1995  – cinco vezes campeã mundial em pista coberta e campeã europeia em 1986.

## Vida pessoal
Foi casada com seu técnico, Nikolai Petrov, por dez anos, mas divorciou-se em 1999. Depois de encerrar a carreira, tornou-se vice-presidente da Federação Búlgara de Atletismo e em seguida vice-ministra dos Esportes da Bulgária, entre 2003 e 2005. Neste ano, foi eleita presidente do Comitê Olímpico Búlgaro, cargo que continua a exercer.